# 滁州学院
滁州学院，是位于中华人民共和国安徽省滁州市的一所全日制公办普通高等院校。學校隸屬於安徽省教育廳，並由安徽省人民政府領導和管理；实行安徽省人民政府与滁州市人民政府共建，以安徽省管理为主的管理体制。
学校的前身为1950年成立的滁州师范学校，并于1977年藉由安徽师范大学滁县教学点开始发展大学教育，1980年更名滁州师范专科学校并于2004年升格为本科层次的滁州学院，延续至今。並逐漸由以培养教师為主的师范学校轉變為以工学、管理学为主要学科，八类学科协调发展的綜合性、多科系的大學；其办学及科研上也具有显著的“地方性、应用型、信息化、开放式”特点。

## 历史沿革
1950年，滁州师范学校创建。1977年，文化大革命结束后，基于发展教育的需要，安徽师范大学在滁县设立教学点（滁州分校）。1978年9月，学校更名为安徽师范大学滁州分校；1980年5月，脱离安徽师大，并更名为滁州师范专科学校。2004年5月，经中华人民共和国教育部批准，滁州师专升格为本科层次的高等院校滁州学院。。
2014年8月，学校获批为安徽省“地方应用型高水平大学”建设高校。現今，中共滁州市委、市政府也在积极支持滁州學院成为硕士学位授权单位、并爭取升格為滁州大學。

## 校园环境
滁州学院位于中华人民共和国安徽省滁州市，学校设施分布在琅琊山山脚、西涧路的会峰、琅琊两个校区，环境清幽；惟学校在基础设施建设上有所不足。

## 院系专业
学校现有文学与传媒学院、数学与金融学院、计算机与信息工程学院、机械与汽车工程学院、电子与电气工程学院、土木与建筑工程学院、地理信息与旅游学院、材料与化学工程学院、生物与食品工程学院、经济与管理学院、教育科学学院、外国语学院、音乐学院、美术与设计学院、体育学院和继续教育学院等15个教学院系。开设50个本科专业，涵盖文、理、工、经、管、教、农、艺八大学科门类，其中工科类专业21个、管理类专业6个。